# Бутрос-Гали, Бутрос
Бу́трос Бутрос-Га́ли (араб. بطرس بطرس غالي‎, копт. ⲡⲉⲧⲣⲟⲥ ⲡⲉⲧⲣⲟⲥ-ⲅⲁⲗⲓ; 14 ноября 1922, Каир, Египет — 16 февраля 2016, там же) — египетский политический деятель и дипломат, 6-й Генеральный секретарь ООН (1992—1996 год).

## Биография

### Происхождение
Родился в коптской семье, известной и влиятельной в Египте; его дед Бутрос Гали вплоть до его убийства был премьер-министром Египта в 1908—1910 годах.

### Образование
В 1946 году получил степень бакалавра политологии, экономики и права Каирского университета, в 1949-м — степень доктора философии в области международного права Парижского университета. Также имел ряд дипломов Парижского университета в области политологии, экономики и публичного права.

### Карьера
С 1949 по 1977 год был профессором международного права и международных отношений в Каирском университете. В качестве фулбрайтовского стипендиата занимался научно-исследовательской работой в Колумбийском университете (1954—1955), был директором исследовательского центра Гаагской академии международного права (1963—1964) и внештатным профессором юридического факультета Парижского университета (1967—1968).
С 1965 года был президентом Египетского общества международного права; с 1975 года — руководителем Центра политических и стратегических исследований («Аль-Ахрам»); с 1978 года — членом Административного совета кураторов Гаагской академии международного права; с 1978 года — членом Научного комитета Всемирной академии мира (Ментона, Франция).
С 1971 по 1979 год был членом Комитета по применению конвенций и рекомендаций Международной организации труда. Бутрос Бутрос-Гали также основал журнал «Аль-Ахрам аль-Иктисади», редактором которого был с 1960 по 1975 год.
Являлся членом Института международного права, Международного института прав человека, Африканского общества политических исследований, Академии общественно-политических наук (Французская академия, Париж) и НАН Беларуси (2000).
В 1977—1991 годах занимал специально созданный пост государственного министра иностранных дел Египта. В сентябре 1978 года принимал участие в Кэмп-дэвидской встрече на высшем уровне и внёс вклад в заключение Кэмп-дэвидских соглашений. Неоднократно возглавлял делегации своей страны, участвовавшие в совещаниях Организации африканского единства (ОАЕ) и Движения неприсоединившихся стран, а также в Конференции глав государств и правительств Франции и африканских государств. Был также руководителем делегации Египта на сессиях Генеральной Ассамблеи ООН в 1979, 1982 и 1990 годах.
В 1987 году стал членом египетского парламента, а в мае 1991 года назначен на должность заместителя премьер-министра Египта по иностранным делам.

### Генеральный секретарь ООН
В 1992 году в первом туре голосования избран на пост генерального секретаря ООН, сменив на нём Переса де Куэльяра.
В первые месяцы пребывания на посту генерального секретаря предложил концепцию «построения мира» вместо «поддержания мира». Для построения мира необходимо достигнуть согласия всех втянутых в конфликт сторон, даже если данный конфликт является конфликтом внутри суверенного государства, полагал он.
К середине 1993 года посетил 19 стран и провёл инспекцию 13 миротворческих операций. В 1994 году в связи с предъявлением натовского ультиматума выступил на встрече представителей НАТО, заявив: «я наделен полномочиями нажать кнопку… относительно воздушной поддержки, но для воздушных ударов необходимо будет решение Совета НАТО».
В 1994 году Бутрос-Гали безуспешно пытался провести решение о военном вмешательстве ООН с целью остановить кровавую гражданскую войну в Руанде. Несмотря на возраставшую непопулярность среди стран — членов ООН, в частности США, в 1996 году Бутрос-Гали объявил о намерении баллотироваться на второй срок, но США наложили на его кандидатуру вето, и новым генеральным секретарём Организации Объединённых Наций был избран дипломат из Ганы — Кофи Аннан.

### Деятельность после ООН
После выхода на пенсию выступал с резкой критикой некоторых инициатив ООН, в том числе в отношении Ирака. В 2003 году появился в шоу Али Джи, где дипломату пришлось отвечать на вопросы потешного ведущего.
Являлся почётным доктором МГИМО, почётным доктором права Института государства и права Российской академии наук, почетным доктором парижского Института политических исследований, лауреатом премии им. Кристиана А. Гертера, присуждаемой американским Советом по международным отношениям, почетным доктором Католического университета в Лёвене, Бельгия, лауреатом премии «Борец за мир», присуждаемой итальянским фондом «Объединим усилия в борьбе за мир», почетным доктором Университета Лаваля, Квебек.
Был избран членом совета Колледжа Беркли Йельского университета и являлся лауреатом премии им. Онассиса за вклад в достижение международного взаимопонимания и социальный прогресс. Ему было присвоено звание почетного доктора права Университета Монтескьё в Бордо.
Его племянник, Юсеф Бутрос-Гали, в 2004—2011 годах занимал пост министра финансов Египта.

## Смерть
Скончался 16 февраля 2016 года в Эль-Гизе, в возрасте 93 лет.

## Награды
- Многочисленные международные и государственные награды Египта и других стран;
- Международная премия Низами Гянджеви (2014 год, Международный центр Низами Гянджеви, Азербайджан)[17]